# Campeonato Irlandês de Futebol
O Campeonato Irlandês de Futebol, também conhecido como League of Ireland (Em irlandês: Sraith na hÉireann; em português: Liga da Irlanda) é a principal competição de futebol profissional da Irlanda. Foi criado em 1921, como uma liga de oito clubes, tendo se expandido ao longo do tempo em uma liga de dois níveis, Premier Division e First Division. 
O campeonato foi governada por seus membros, os clubes, desde sua fundação até 2006, quando entrou em uma fusão de cinco anos com a Associação de Futebol da Irlanda. Em 2010, seus membros votaram para renovar a fusão uma vez que o contrato atual expirar. O campeonato sofreu graves problemas financeiros nos últimos anos devido à má gestão e excesso de gastos por seus clubes. Em 2007, ele se tornou o primeiro campeonato na Europa a introduzir um teto salarial.

## História
A Liga de Futebol da Irlanda foi criada em 1921 e, inicialmente, era composta por oito equipes de Dublin. O St James's Gate F.C foi o vencedor inaugural da liga e também conquistou a primeira FAI Cup. A liga expandiu numericamente e geograficamente durante sua primeira década de existência, mas foi conquistada em maior número pelos três principais clubes de Dublin: Shamrock Rovers FC, Bohemian FC e FC Shelbourne.
O Dundalk Football Club tornou-se o primeiro clube de fora da capital a vencer o campeonato. A década de 1930 viu mais uma conquista de fora da capital com o triunfo do Sligo Rovers, enquanto Shamrock Rovers FC venceu mais três durante a década.
A Liga da Irlanda foi dominado por Cork United F.C durante a década de 1940. O clube ganhou cinco campeonatos entre 1941 e 1946, incluindo três em sucessão, mas saiu do campeonato em 1948.
A década seguinte foi marcada pelo surgimento de St. Patrick’s Athletic Football Club e o ressurgimento do Shamrock Rovers. O primeiro conseguiu conquistar o título na primeira tentativa, em 1951-52, e ainda conqustou outros dois campeonatos no meio da década. O Colts Coad valeu Shamrock Rovers o título da liga pela primeira vez em 15 anos, em 1953-54, e ganhou mais dois durante a última metade da década.
Drumcondra FC e Dundalk Football Club alegou duas Liga dos títulos cada Irlanda durante os anos 1960, mas Waterford garantiu seu status como o time da década, com quatro títulos da liga, incluindo três em sucessão, entre 1967 e 1970. Seis clubes ganhou o título da Liga da Irlanda durante a década de 1970 com Waterford, boêmios e Dundalk ganhando dois títulos cada. Athlone Town venceu seus dois títulos da liga, no início da década de 1980, mas a década foi marcada pelos quatro campeonatos consecutivos conquistados pelo Shamrock Rovers 'Quatro em um lado da linha. Essa equipe se separou após a venda de Glenmalure Park em 1987 e Dundalk Football Club e Derry City Football Club entrou em cena para reivindicar os títulos remanescentes da década de Derry vencer a Agudos, em 1989, quatro anos depois de entrar na Liga da Irlanda. A década de 1990 viu o ressurgimento do St. Patrick’s Athletic Football Club, como o clube garantiu quatro campeonatos durante a década, após anos de obscuridade.
A virada do milênio foi marcada pelo primeiro dos cinco títulos em sete anos de FC Shelbourne, um primeiro título em 23 anos de boêmios e interruptor da liga com uma programação de Verão de Futebol (março a novembro). Cork City negou shels ' um título da liga pela terceira vez consecutiva, quando conquistou seu segundo campeonato em 2005, derrotando adversários companheiros Derry City em um decisor último jogo em Turners Cross. A 2 ª metade da década viu o início da fusão de 5 anos com a FAI eo colapso financeiro de uma série de clubes da liga vencedoras, devido a gastos excessivos e má gestão. Shelbourne foram rebaixados à Primeira Divisão após o título a vencer em 2006,enquanto Drogheda entrou em examinership em 2008 , tendo ganho a Liga da Irlanda no ano anterior. Cork City também entrou em examinership no mesmo ano, e saiu de existência em 2010. Derry City Football Club foram jogados para fora da Liga da Irlanda no final da temporada de 2009 para a produção de documentos falsos referentes a contratos de jogadores e, assim, quebrar acordo da Liga participação.
Bohemian FC entrou em um período de dificuldade financeira grave em 2010, após uma década de acumular enormes dívidas no pagamento de tempo integral jogadores e funcionários.

## Campeões
Os Campeões da League of Ireland (Em irlandês: Sraith na hÉireann)
| Clube                                | Nº Títulos | Temporada |
| Shamrock Rovers FC                   | 21         | 1922–23, 1924–25, 1926–27, 1931–32, 1937–38, 1938–39, 1953–54, 1956–57, 1958–59, 1963–64, 1983–84, 1984–85, 1985–86, 1986–87, 1993–94, 2010, 2011, 2020, 2021, 2022, 2023 |
| Dundalk FC                           | 14         | 1932–33, 1962–63, 1966–67, 1975–76, 1978–79, 1981–82, 1987–88, 1990–91, 1994–95, 2014, 2015, 2016, 2018 e 2019                                                            |
| FC Shelbourne                        | 14         | 1925–26, 1928–29, 1930–31, 1943–44, 1946–47, 1952–53, 1961–62, 1991–92, 1999–2000, 2001–02, 2003, 2004, 2006 e 2024.                                                      |
| Bohemian FC                          | 11         | 1923–24, 1927–28, 1929–30, 1933–34, 1935–36, 1974–75, 1977–78, 2000–01, 2002–03, 2008 e 2009.                                                                             |
| St. Patrick’s Athletic Football Club | 8          | 1951–52, 1954–55, 1955–56, 1989–90, 1995–96, 1997–98, 1998–99 e 2013. |
| Drumcondra FC                        | 5          | 1947–48, 1948–49, 1957–58, 1960–61 e 1964–65 |
| Cork United                          | 5          | 1940–41, 1941–42, 1942–43, 1944–45 e 1945–46 |
| Sligo Rovers                         | 3          | 1936–37, 1976–77 e 2012 |
| Cork City                            | 3          | 1992-93, 2015 e 2017 |
| Derry City Football Club             | 2          | 1988–89 e 1996–97 |
| Limerick United                      | 2          | 1959–60 e 1979–80 |
| Athlone Town                         | 2          | 1980–81 e 1982–83 |
| St. James's Gate                     | 2          | 1921–22 e 1939–40 |
| Cork Athletic                        | 2          | 1949–50 e 1950–51 |
| Drogheda United                      | 1          | 2007 |
| Cork Celtic                          | 1          | 1973–74 |
| Cork Hibernians                      | 1          | 1970–71 |
| Dolphin FC                           | 1          | 1934–35 |